# Thomas Foket
Thomas Foket (* 25. September 1994 in Brüssel) ist ein belgischer Fußballspieler, der beim RSC Anderlecht in der belgischen Division 1A spielt.

## Verein
Foket stammt aus der Jugend von Dilbeek Sport und spielte dort in der Saison 2011/12 erstmals im Seniorenbereich, ehe er anschließend zum KAA Gent wechselte. Sein Debüt in der ersten Division gab Foket am 27. Oktober 2012 gegen den RAEC Mons (2:0). Die Spielzeit 2013/14 verbrachte er leihweise beim KV Oostende und 2018 folgte der Wechsel zum französischen Erstligisten Stade Reims.
Insgesamt bestritt er 176 Ligaspiele für Reims, in denen er ein Tor schoss, sieben Pokalspiele, vier im Ligapokal und zwei in der Qualifikation zur Europa League. Anfang August 2024 wechselte er zum belgischen Erstdivisionär RSC Anderlecht, bei dem er einen Vertrag bis zum Ende der Saison 2026/27 unterschrieb.

## Nationalmannschaft
Am 16. November 2016 debütierte er für die A-Nationalmannschaft Belgiens im Testspiel gegen die Niederlande (1:1). Bei der Partie in Amsterdam wurde er zur zweiten Halbzeit für Thomas Meunier eingewechselt. Einsatz Nummer zwei folgte dann am 28. März 2017 in Moskau, dieses Mal über die volle Spieldauer bei einem Freundschaftsspiel gegen Russland (3:3). Nachfolgend kam er zu Einsätze in der Nations League und Qualifikationsspielen zu einer Weltmeisterschaft.

## Erfolge
- Belgischer Meister: 2015
- Belgischer Superpokalsieger: 2016